# Ian Dury
Ian Dury (Harrow, 12 de maio de 1942 – Londres, 27 de março de 2000) foi um cantor, compositor e líder de banda de rock. É mais conhecido por ter sido o fundador e vocalista do grupo Ian Dury and the Blockheads, embora ele tenha começado sua carreira musical na banda de pub rock Kilburn and the High Roads.

## Discografia
- New Boots and Panties! (1977)
- Do It Yourself (1979)
- Laughter (1980)
- Lord Upminster (1981)
- 4000 Weeks Holiday (1984)
- The Bus Driver's Prayer and Other Short Stories (1992)
- Mr Love Pants (1998)
- Ten More Turnips from the Tip (lançamento póstumo, 2002)